# Historia de una mala mujer
Historia de una mala mujer es una película de Argentina en blanco y negro dirigida por Luis Saslavsky según su propio guion escrito en colaboración con Ariel Cortazzo y Pedro Miguel Obligado sobre la obra El abanico de Lady Windermere de Oscar Wilde que se filmó en 1947 y se estrenó el 18 de mayo de 1948 y que tuvo como protagonistas a Dolores del Río, María Duval, Alberto Closas y Fernando Lamas.

## Sinopsis
Las infidelidades de una mujer casada escandalizan a la sociedad del lugar. Años después retorna allí para salvar a su hija.

## Reparto
- Dolores del Río	... 	Mrs. Erlynne
- María Duval
- Alberto Closas
- Fernando Lamas
- Amalia Sánchez Ariño
- Homero Cárpena
- María Santos
- Bertha Moss
- Ricardo Castro Ríos
- Luis Otero
- Amalia Bernabé
- Francisco de Paula
- Roberto Bordoni
- Aurelia Ferrer
- Berta Ortegosa
- Alberto de Mendoza
- Iris Martorell
- Manuel Alcón
- Diana Montes
- Pablo Cumo

## Comentario
Manrupe y Portela comentan de la película:

“Supermelodrama con todo el dinero de Sono puesto a disposición de Saslavsky y para importar a Dolores del Río. Aquí hay vestidos y decorados costosos, chismes de gran aldea, madres de incógnito que se sacrifican. Y el toque del director para mirar con ironía la pacatería de la sociedad. Un imperdible que extrañamente no es citado entre las mejores películas de la historia”

## Premio
La Academia de Artes y Ciencias Cinematográficas de la Argentina otorgó el premio Cóndor Académico a la mejor escenografía de 1948 a Gori Muñoz por esta película.